# GPR135
El receptor probable 135 acoplado a proteína G es una proteína que en humanos está codificada por el gen GPR135.